# Penicillium digitatum
Penicillium digitatum (/ˌpɛnɪˈsɪlɪəm/digitatum/) là một loài nấm hoạt sinh ưa nhiệt trong chi Penicillium, họ Trichocomaceae, được tìm thấy trong đất của các khu vực sản xuất cam quýt. Nó là một nguồn chính gây thối rữa sau thu hoạch trong trái cây và là nguyên nhân gây ra bệnh sau thu hoạch lan rộng trên trái cây có múi, được gọi là bệnh thối xanh hoặc mốc xanh. Trong tự nhiên, mầm bệnh vết thương hoại tử này phát triển ở dạng sợi và sinh sản vô tính thông qua việc sản xuất tế bào đồng bào và tế bào bào tử. Tuy nhiên, P. digitatum cũng có thể được nuôi cấy trong môi trường phòng thí nghiệm. Cùng với vòng đời gây bệnh của mình, P. digitatum cũng tham gia vào các tương tác khác của con người, động vật và thực vật và hiện đang được sử dụng để sản xuất các xét nghiệm phát hiện vi khuẩn học dựa trên miễn dịch cho ngành công nghiệp thực phẩm.

## Lịch sử và phân loại học
Penicillium digitatum là một loài nằm trong bộ Ascomycota của nấm. Tên chi Penicillium bắt nguồn từ từ "penicillus" có nghĩa là bàn chải, đề cập đến sự xuất hiện phân nhánh của các cấu trúc sinh sản vô tính của chi này. Là một loài, P. digitatum lần đầu tiên được ghi nhận là Aspergillus digitatus bởi Christiaan Hendrik Persoon vào năm 1794, người sau đó lấy tên là Monilia digitata trong Synopsis methodica Mushorum (1801). Tên M. digitata cũng được dùng trong các bài viết của Elias Magnus Fries trên Systema mycologicum (1832). Tuy nhiên, tên gọi nhị thức hiện tại xuất phát từ các tác phẩm của Pier Andrea Saccardo, đặc biệt là nấm italici autographie delineati et colorati (1881).

## Tăng trưởng và hình thái
Trong tự nhiên, P. digitatum có hình thức tăng trưởng sinh dưỡng dạng sợi, tạo ra các sợi nấm có vách ngăn, hẹp. Các tế bào sợi nấm là đơn bội, mặc dù các ngăn sợi nấm riêng lẻ có thể chứa nhiều nhân giống nhau về mặt di truyền. Trong các giai đoạn sinh sản của vòng đời, P. digitatum sinh sản vô tính thông qua sản xuất bào tử hoặc bào tử vô tính. Conidia được sinh ra trên một thân cây được gọi là cuống đính bào tử có thể xuất hiện từ một mảnh sợi nấm trên không hoặc từ một mạng lưới sợi nấm nhúng trong đất. Bờ bên thường là một cấu trúc không đối xứng, mỏng manh với các bức tường mỏng, mịn. Kích thước có thể từ 70–150 μm chiều dài. Trong quá trình phát triển, cuống đính bào tử có thể phân nhánh thành ba gai để tạo ra cấu trúc terverticillate. Ở cuối mỗi gai, một tập hợp các nhánh khác được gọi là túi nấm. Số lượng bào tử thay đổi theo kích thước của chúng, từ 15–30 × 4–6 μm. Ở đầu xa của mỗi túi, các cấu trúc chứa cuống được gọi là phialit hình thành. Phialide có thể có hình dạng từ hình bình cầu đến hình trụ và có thể dài 10–20 μm. Chúng dài 6–15 μm và được mọc theo chuỗi. Mỗi cuống đính bào tử là đơn bội và chỉ mang một nhân. Chưa bao giờ thấy sinh sản hữu tính ở P. digitatum.